# Måttmossen
Måttmossen (finska: Mottisuo) är en sumpmark i Finland. Den ligger i Vanda i landskapet Nyland, i den södra delen av landet, 17 km norr om huvudstaden Helsingfors.